# Jean Elongo Ongona

## Biographie
Jean Elongo Ongona (né le 5 mars 1954 à Kindu) est un économiste et haut fonctionnaire de la république démocratique du Congo. 

## Carrière
Professeur à l'École nationale des finances, il est diplômé en sciences économiques de l'université Lovanium (Kinshasa). Monsieur Elongo est un macro-économiste formé à l'Institut du Fonds monétaire international et pour des Programmes d'Ajustement de la Banque mondiale à l'Université de Clermont-Ferrand (France). Il a été Directeur de plusieurs services de la Banque centrale du Congo (BCC) (ex- Banque du Zaïre) et Auditeur Général de la BCC. En sa qualité de cadre dirigeant de la BCC, il participe aux côtés du Gouverneur Jean-Claude Masangu,aux travaux qui mènent au retour du Franc congolais en 1998. 

Directeur de Cabinet au ministère des finances et Président du Comité d'experts du Gouvernement entre juin 1994 et février 1996, il pilote l'équipe technique ayant conçu et mis en œuvre le Programme Autonome de Gestion Macroéconomique du Gouvernement qui met fin à l'hyperinflation au Zaïre, passant de 23 773,132% en 1994 à 541,909% en 1995. Depuis cette période particulière de l'histoire économique de la république démocratique du Congo, ce pays n'a plus jamais connu l'hyperinflation. Sous la direction du ministre des finances de l'époque, Pierre Pay-Pay wa Syakasighe, il peut également compter sur Nicolas Kazadi conseiller économique et financier au cabinet. C'est durant cette période qu'il est à l'initiative de la création d'une structure qui doit aider l'État à relever son niveau de recettes, la Direction Générale des Recettes Administratives, Judiciaires, Domaniales et de Participations (DGRAD) sera son nom. 
En 2007, il est nommé par ordonnance présidentielle, Directeur Général de la Direction Générale des Recettes Administratives, Judiciaires, Domaniales et de Participations, (DGRAD) qu’il dirige jusqu’en 2011. Durant son mandat, les recettes de cette régie financière sont plus que doublées. En juillet 2021, il est nommé par ordonnance présidentielle, Membre du Conseil d'Administration de la Banque centrale du Congo (BCC),. 
En mars 2021, il publie un livre intitulé BÂTIR L'ÉMERGENCE DU CONGO DÉMOCRATIQUE PAR LA GOUVERNANCE

## Activités socio-éducatives
Président de la fondation FONJEL, il aide à doter la ville de Kindu, capitale de la province du Maniema d’une morgue et d'autres infrastructures sanitaires.

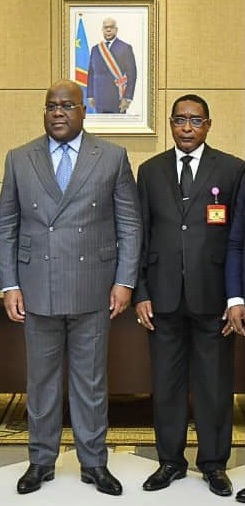
L'Administrateur Jean Elongo Ongona et Félix Tshisekedi, Président de la République Démocratique du Congo

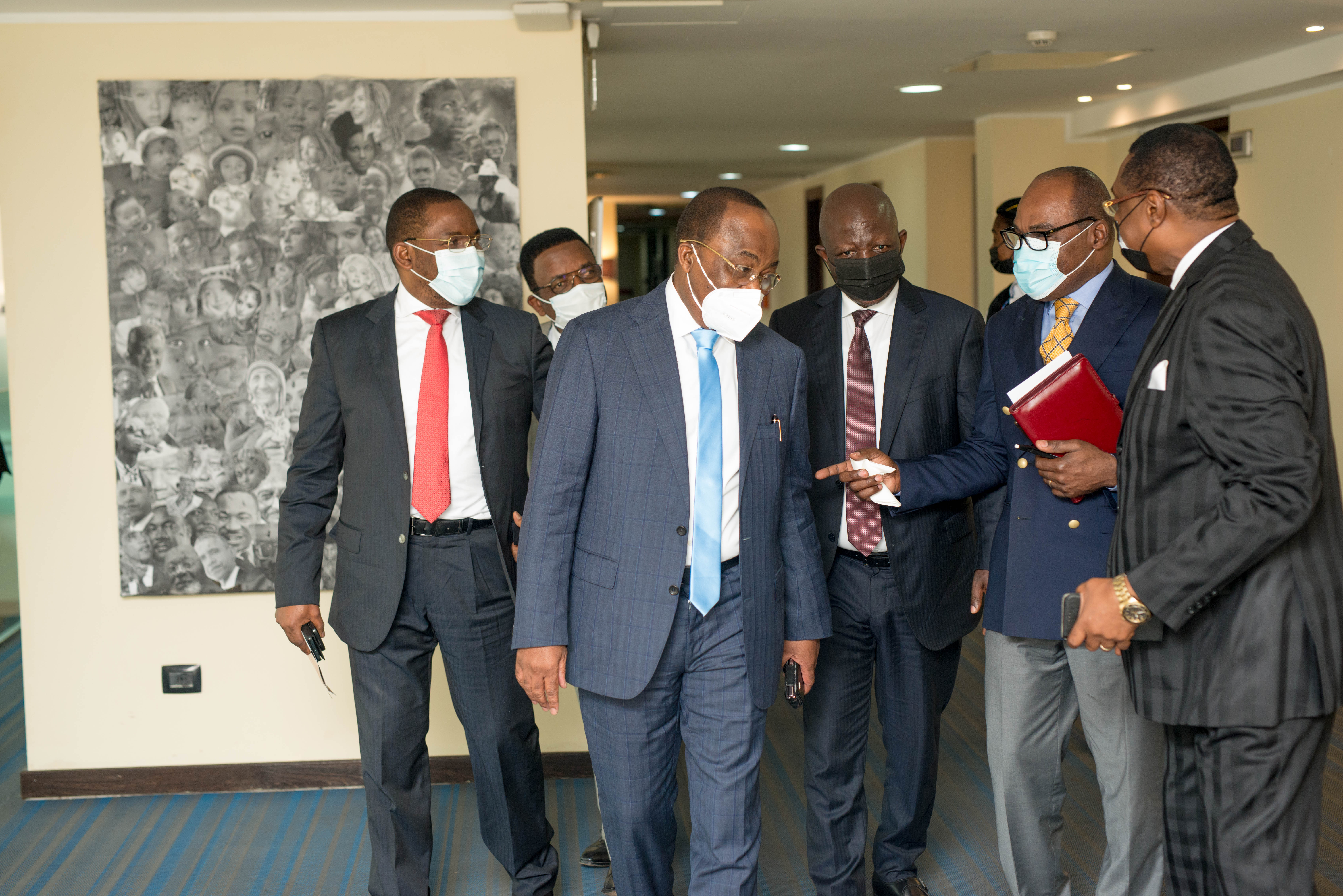
L'Administrateur Jean Elongo Ongona entouré du Ministre des finances Nicolas Kazadi, du Ministre de l'économie Jean-Marie Kalumba Yuma, du 1er Vice-Gouverneur de la BCC Dieudonné Fikiri, du DG Ahmed Kalej Nkand, et du Ministre Honoraire au Plan Georges Wembi Loambo à l'hôtel Pullman à l'occasion du vernissage de son livre à Kinshasa, République Démocratique du Congo, 21 août 2022.

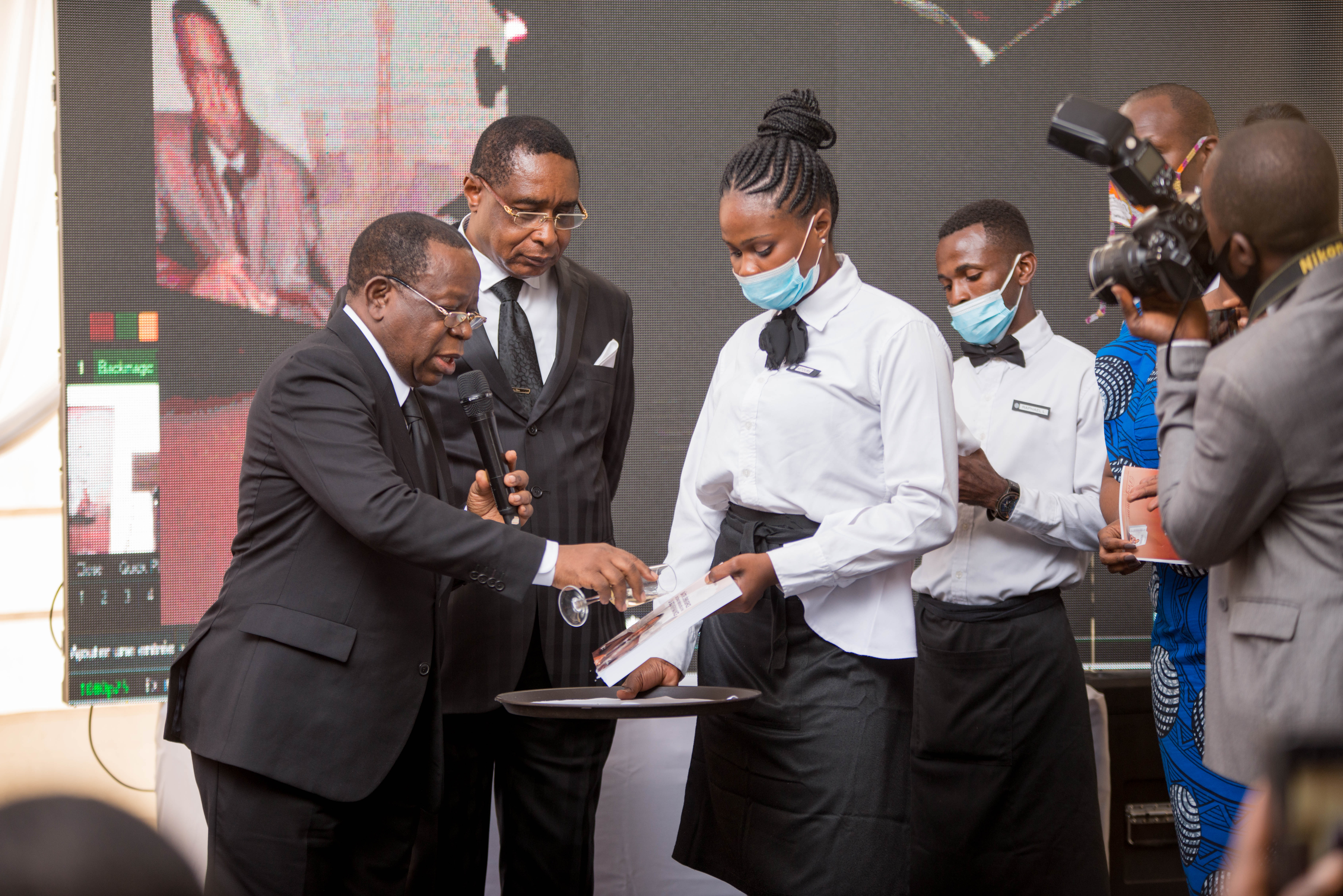
L'Administrateur Jean Elongo Ongona et Modeste Bahati Lukwebo, Président du Sénat de RDC

## Publications
- BÂTIR L'ÉMERGENCE DU CONGO DÉMOCRATIQUE PAR LA GOUVERNANCE, 2021, L'Harmattan, France